# ワイツマン女性科学賞
ワイツマン女性科学賞（Weizmann Women in Science Award）は、ワイツマン科学研究所が授与する賞。自然科学分野で顕著な成果を上げた女性科学者に隔年で授与される。1994年に設立され、賞金は25,000ドル。

## 受賞者
- 1994年 ジョーン・A・スタイツ
- 1996年 ヴェラ・ルービン
- 1998年 ジャクリン・バートン
- 2000年 カーラ・シャッツ（英語版）, ミルドレッド・ドレッセルハウス
- 2002年 スーザン・ソロモン
- 2004年 メイ・ベレンバウム（英語版）
- 2006年 メアリー＝クレア・キング
- 2008年 エリザベス・H・ブラックバーン
- 2011年 カトリーヌ・ブレシニャック（英語版）
- 2013年 スーザン・ガッサー（英語版）
- 2015年 バーバラ・リスコフ
- 2017年 ユーソラ・ケラー（英語版）, ナオミ・ハラス（英語版）
- 2019年 ミナ・ビッセル（英語版）, 顔寧